# Fritz Riess
Fritz Riess, nemški dirkač Formule 1, * 11. julij 1922, Nürnberg, Nemčija, † 15. maj 1991, Samedan, Švica.
Fritz Riess je pokojni nemški dirkač Formule 1. V svoji karieri je nastopil le na domači dirki za Veliko nagrado Nemčije v sezoni 1952, kjer je z dirkalnikom Veritas RS s sedmim mestom le za mesto zgrešil uvrstitev med dobitnike točk. Leta 1952 je zmagal na dirki 24 ur Le Mansa skupaj s Hermannom Langom. Umrl je leta 1991.

## Popolni rezultati Formule 1
(legenda) (odebeljene dirke pomenijo najboljši štartni položaj, poševne pa najhitrejši krog, †-uvrščen kljub odstopu)
| Leto | Moštvo      | Šasija     | Motor              | 1   | 2   | 3   | 4   | 5  | 6     | 7   | 8   | Prv | Toč |
| ---- | ----------- | ---------- | ------------------ | --- | --- | --- | --- | -- | ----- | --- | --- | --- | --- |
| 1952 | Fritz Riess | Veritas RS | Veritas Straight-6 | ŠVI | 500 | BEL | FRA | VB | NEM 7 | NIZ | ITA | -   | 0   |